# Lauterbourg
Lauterbourg [lotɛʀˈbuːʀ] (deutsch Lauterburg, elsässisch Lüterburi) ist eine Gemeinde mit 2339 Einwohnern (Stand 1. Januar 2021) im Elsass (Europäische Gebietskörperschaft Elsass). Die östlichste Stadt des kontinentalen Frankreichs ist der französischen Präfektur Bas-Rhin zugeordnet und liegt in der Region Grand Est. Namensgebend ist der Fluss Lauter, an dem der Ort liegt. Der nördlichste Teil des Ortes gehört politisch als Neulauterburg zur deutschen Gemeinde Berg (Pfalz).

## Geografie
Lauterburg liegt in der Oberrheinischen Tiefebene direkt an der deutsch-französischen Grenze nahe Karlsruhe. An der Mündung der Alten Lauter in den Rhein befindet sich der östlichste Punkt des französischen Festlandes. (Die Alte Lauter ist ein teilweise verlandeter Altarm der Lauter.)
Mehrere kleine Seen liegen auf dem Gemeindegebiet; einer von ihnen ist mit dem Rhein verbunden. Der größte dieser Seen ist das Bassin des Mouettes. Das Flüsschen Lauter bildet nordwestlich und nordöstlich des Ortes die Grenze zu Deutschland. Nördlich des Ortskerns verläuft die Grenze nördlich der Lauter. Unmittelbar nördlich von Lauterburg auf Pfälzer Gebiet schließt sich der Ort Neulauterburg an, der zur Gemeinde Berg gehört. Nachbargemeinden im Elsass sind Scheibenhard im Westen, Neeweiler im Südwesten und Mothern im Süden. Auf badischer Seite östlich des Rheins liegen die Gemeinden Elchesheim-Illingen und Au am Rhein.

## Geschichte
Zu römischer Zeit befand sich auf der alten Straße von Basel nach Mainz, in strategisch günstiger Lage am Übergang der Lauter, wahrscheinlich ein römisches Kastell namens Tribuni. Die dort stationierten römischen Truppen zogen im Jahr 405 ab.

### Mittelalter
Nach dem Sieg über die Alemannen 496 ließen sich die Franken nördlich des Seltzbachs nieder. Daher spricht man dort heute noch einen südfränkischen Dialekt, während sich südlich des Seltzbaches ein alemannischer Dialekt erhalten hat. Bei der Teilung des Fränkischen Reiches durch den Vertrag von Verdun 843 fiel das Gebiet von Lauterburg an Lothringen und wurde nach langwierigen Kämpfen dem 962 von Otto I. gegründeten Heiligen Römischen Reich einverleibt. Ottos Gemahlin, die burgundische Prinzessin Adelheid, gründete in Seltz einige Kilometer südlich ein Kloster.
Urkunden aus den Jahren 1083 und 1103 zufolge übertrug Heinrich IV. Lauterburgs Besitztümer an das Fürstbistum Speyer. Diese umfassten Ländereien, einen Wald, sowie das zugehörige Jagd- und Fischereirecht. Die Stadt dehnte sich in der Folgezeit weiter aus und erhielt 1252 das Marktrecht. Bald darauf war sie Sitz einer Vogtei, die zwanzig Gemeinden auf beiden Seiten der Lauter umfasste. Zum Schutze der Stadt wurde ein doppelter Mauerring mit zwölf Türmen errichtet. Die Fürstbischöfe von Speyer residierten in einer Burg oberhalb der Lauter.

### Frühe Neuzeit
Während des 17. Jahrhunderts wurde die Stadt in Kriegen wiederholt von Truppen passiert, die untergebracht und versorgt werden mussten. Es kam zu Beschlagnahmungen, Plünderungen, Hungersnöten und Epidemien, die die Stadt schließlich in den Ruin trieben. Mit dem Westfälischen Frieden von 1648 fiel Lauterburg mit Teilen des Elsass’ an das Königreich Frankreich. Die Fürstentümer des Unterelsass’ gehörten weiter zum Heiligen Römischen Reich, was zu erneuten Kriegen und zur Zerstörung Lauterburgs im Jahr 1678 führte.
Anfang des 18. Jahrhunderts wurde die Stadt wieder aufgebaut, die nun als befestigter Stützpunkt am östlichen Ende der Lauterlinie diente. Nach dem Sturz von Napoleon Bonaparte wurde auf dem Wiener Kongress von 1815 die Lauter als Grenze Frankreichs festgelegt.
Durch den 1871 geschlossenen Frieden von Frankfurt gehörte Lauterburg fortan zum Deutschen Reich und erfuhr in der Folgezeit eine erste Industrialisierung. Es wurden die Bahnstrecke Wörth–Strasbourg und ein Hafen am Rhein mit Kohleterminal gebaut. Mit dem Friedensvertrag von Versailles 1919 nach dem Ersten Weltkrieg wurde die Stadt wieder Frankreich zugeschlagen.

### Zweiter Weltkrieg
In den 1930er Jahren befand sich Lauterburg zwischen der Maginot-Linie und der Siegfriedstellung. Mit dem Ausbruch des Zweiten Weltkrieges am 1. September 1939 wurde die Bevölkerung nach Saint-Priest-Taurion und nach Saint-Just-le-Martel ins Département Haute-Vienne evakuiert. Im Mai 1940 kam es zur totalen Zerstörung der Unterstadt. Nach der Annexion des Elsass’ durch Nazi-Deutschland kehrte ein Teil der Flüchtlinge wieder in die zertrümmerte Stadt zurück. Die verbliebenen jüdischen Einwohner wurden in das Internierungslager Gurs deportiert. Die Elsässer wurden ab 1942 für den Reichsarbeitsdienst (RAD) eingeteilt und unter Verletzung des Völkerrechts für die Wehrmacht zwangsrekrutiert. Viele der Zwangsrekrutierten („Malgré-nous“) starben an der Ostfront.
Am 15. Dezember 1944 gab es einen ersten Versuch der 79. US-Infanterie-Division, die Stadt einzunehmen; er scheiterte an der letzten deutschen Westfront-Offensive, dem Unternehmen Nordwind. Aus Angst davor, von ihren Hintermännern abgetrennt zu werden, waren die Amerikaner kurz davor, sich wieder bis zur Vogesenlinie zurückzuziehen. Nach der Intervention von Charles de Gaulle und Winston Churchill hielten sie jedoch ihre Stellung. Die deutsche Offensive wurde bei Hatten-Rittershoffen aufgehalten. Am 19. März 1945 nahm die Erste Französische Armee in der Operation Undertone Lauterburg schließlich ein.

### Nachkriegszeit
Nach dem Zweiten Weltkrieg wurde Lauterburg wieder aufgebaut, einige Industriebetriebe ließen sich am Rheinhafen nieder. In jüngerer Zeit wurden viele historische Denkmäler restauriert.

### Jüdische Gemeinde
Ab dem 13. Jahrhundert sollen Juden in Lauterbourg gewohnt haben, sie wurden in den Pestpogromen 1348/49 getötet oder vertrieben. Erst in der zweiten Hälfte des 17. Jahrhunderts findet man wieder Spuren jüdischen Lebens, zunächst nur wenige Familien, im 18. Jahrhundert nahm ihre Zahl zu. Wie üblich verdienten die Juden ihren Lebensunterhalt als Händler, oft Hausierer, oder als Vieh- und Pferdehändler. Die meisten anderen Berufe waren ihnen verwehrt. Um 1760 konnten sie sich eine Synagoge bauen, ab 1800 gab es eine Talmudschule, ab 1828 eine reguläre Schule. Die Synagoge wurde 1852 durch einen Neubau ersetzt. Da die Gemeinde so klein war, kooperierte sie mit der größeren Gemeinde in Wissembourg und nutze dort auch den Friedhof. Erst 1875 erhielt sie einen eigenen Friedhof. Am Ende des 19. Jahrhunderts nahm die Zahl der Juden ab, da sie in größere Städte zogen, 1900 wurde die Schule geschlossen. Mit der deutschen Besetzung 1940 wurde die Synagoge zerstört, die Juden waren vorher geflohen oder wurden deportiert und ermordet. Dies war das Ende der jüdischen Gemeinde. 2025 existierten noch der jüdische Friedhof in der Rue de la Chapelle sowie eine Gedenktafel an dem Haus, welches anstelle der Synagoge in der Rue des Pêcheurs gebaut wurde.

## Politik
Die Stadt liegt im Arrondissement Haguenau-Wissembourg und im Kanton Wissembourg. Sie ist mit fünf Delegierten in der Communauté de communes de la Lauter vertreten.
Bürgermeister ist seit 2022 Joseph Saum. Sein Vorgänger war von 1995 bis zu seinem Tod im Juni 2022 Jean-Michel Fetsch.

## Bevölkerungsentwicklung
| Jahr      | 1962  | 1968  | 1975  | 1982  | 1990  | 1999  | 2004  | 2018  |
| --------- | ----- | ----- | ----- | ----- | ----- | ----- | ----- | ----- |
| Einwohner | 1.795 | 2.161 | 2.442 | 2.467 | 2.372 | 2.269 | 2.247 | 2.318 |

## Sehenswürdigkeiten
Das Rathaus von Lauterbourg wurde 1731 erbaut. Sein im Stil der Rheinischen Renaissance errichtetes Portal trägt das Wappen der Stadt. Auf dem Treppenpodest im Innern des Gebäudes befindet sich der römische Altar, der 1891 bei der Zerstörung des Schlosses in der Nähe der Kirche entdeckt wurde. Der dem Jupiter geweihte Altar ist ein Relikt aus der römischen Besatzungszeit. Das von Jean-Baptiste Schwilgué 1845 konstruierte Uhrwerk steht in der Halle.
Heute befindet sich im Rathausgebäude das Tourismusbüro der Stadt Lauterbourg.
Im Zentrum der Stadt befindet sich die katholische Dreifaltigkeitskirche, deren Chor während der Amtszeit von Bischof Matthias von Rammung im Jahr 1467 erbaut wurde. Die jetzige Kirche entstand im Wesentlichen im Jahr 1716. Das bei der Kirche befindliche Missionskreuz, eine Kreuzigungsgruppe aus Stein, geht ebenfalls auf das 15. Jahrhundert zurück.
Die heutige Lutherische Pfarrkirche ist ein ehemaliges Pulvermagazin der Festung Lauterburg. Nach dessen Stilllegung 1870 wurdet es der protestantischen Gemeinde zur Nutzung als Kirche geschenkt.
Nach der Zerstörung des Lauterbourger Schlosses ließ Bischof Heinrich Hattardus im Jahr 1716 einen neuen Bischofspalast errichten. Dieser diente später als Wohnung des Platzkommandanten und inzwischen als Schulhaus.
Der Metzgerturm und das Landauer Tor sind Turmbauten der einst mit 15 Türmen versehenen mittelalterlichen Festungsmauer. Das Landauer Tor geht auf den mittelalterlichen Unterturm zurück, der 1706 abgerissen wurde, worauf der Torbau in seiner heutigen Form entstand.
Weitere Sehenswürdigkeit ist der Jüdische Friedhof, der 1875 angelegt wurde. Das älteste Grab stammt aus dem Jahr 1877. Auch auf dem christlichen Friedhof befinden sich einige interessante Grabmonumente. Er wurde an dieser Stelle 1797 angelegt.
In der Rue de Caserne befindet sich die ehemalige königliche Kaserne. Sie wurde auf Kosten der Stadt 1739 errichtet, aber nicht vollendet. 1775 nahm sie der König als königliche Kaserne (Caserne royale) in Besitz. Von 1882 bis 1960 diente sie als Manufaktur zur Fermentierung und Verarbeitung von Tabak. 1963 wurde das Gebäude von der Stadt erworben.
Die Wallfahrtskapelle Notre-Dame-du-Bon-Secours befindet sich in der Rue de Chapelle. Die Kapelle ist neben Maria auch den Heiligen Sebastian und Rochus geweiht. Sie wurde ursprünglich außerhalb der Stadt in der Nähe eines Friedhofs für die Opfer der Pest errichtet. Über dem Portal befindet sich die Jahreszahl 1667 und das Wappen Lothar Friedrich von Metternich-Burscheid, des damaligen Bischofs von Speyer. Sie war ein beliebter Wallfahrtsort im 17. und 18. Jahrhundert. 1793 wurde sie von Soldaten besetzt, zerstört und verkauft. 1804 wurde sie der Pfarrei zurückgegeben.

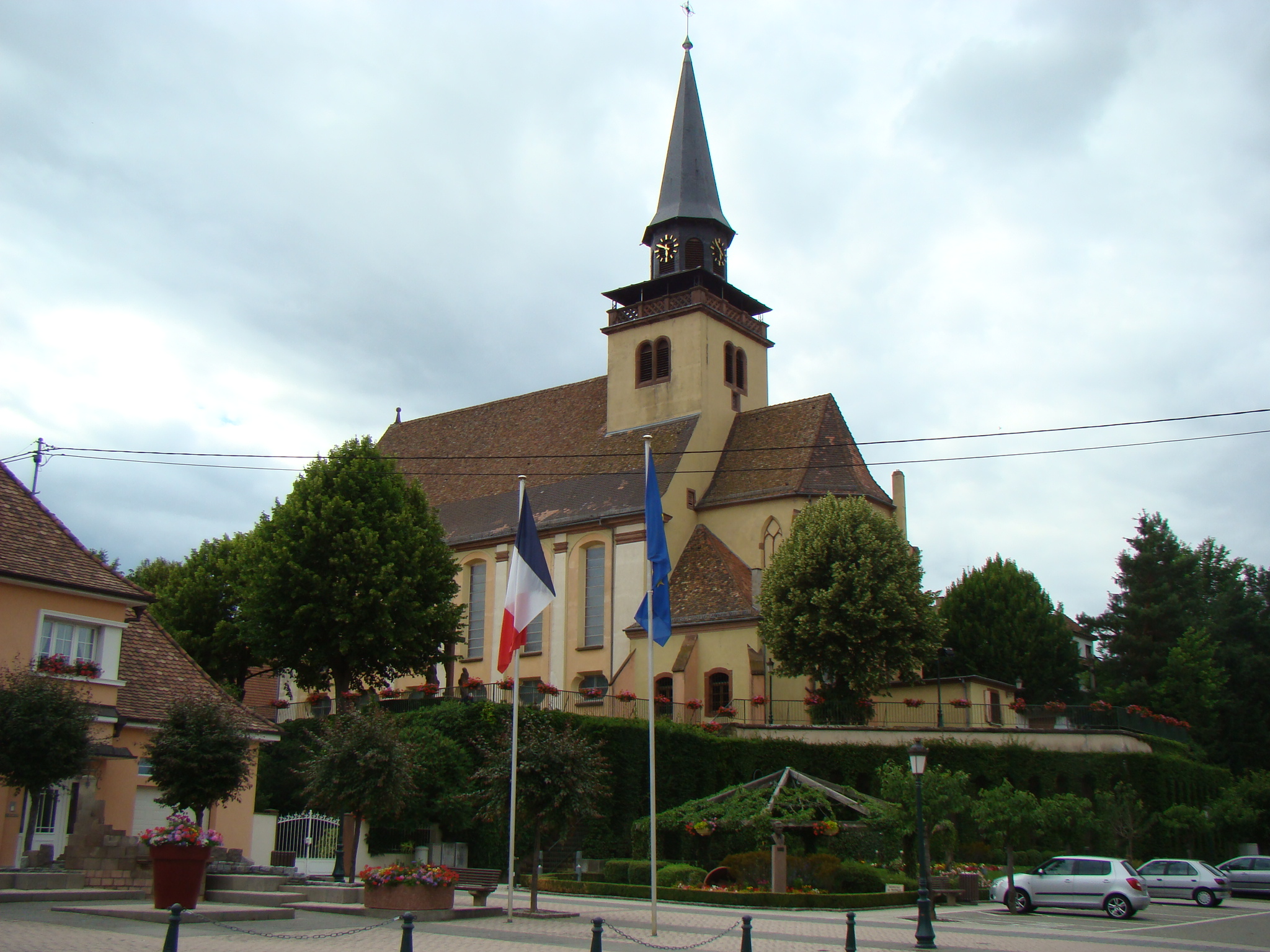
Dreifaltigkeitskirche
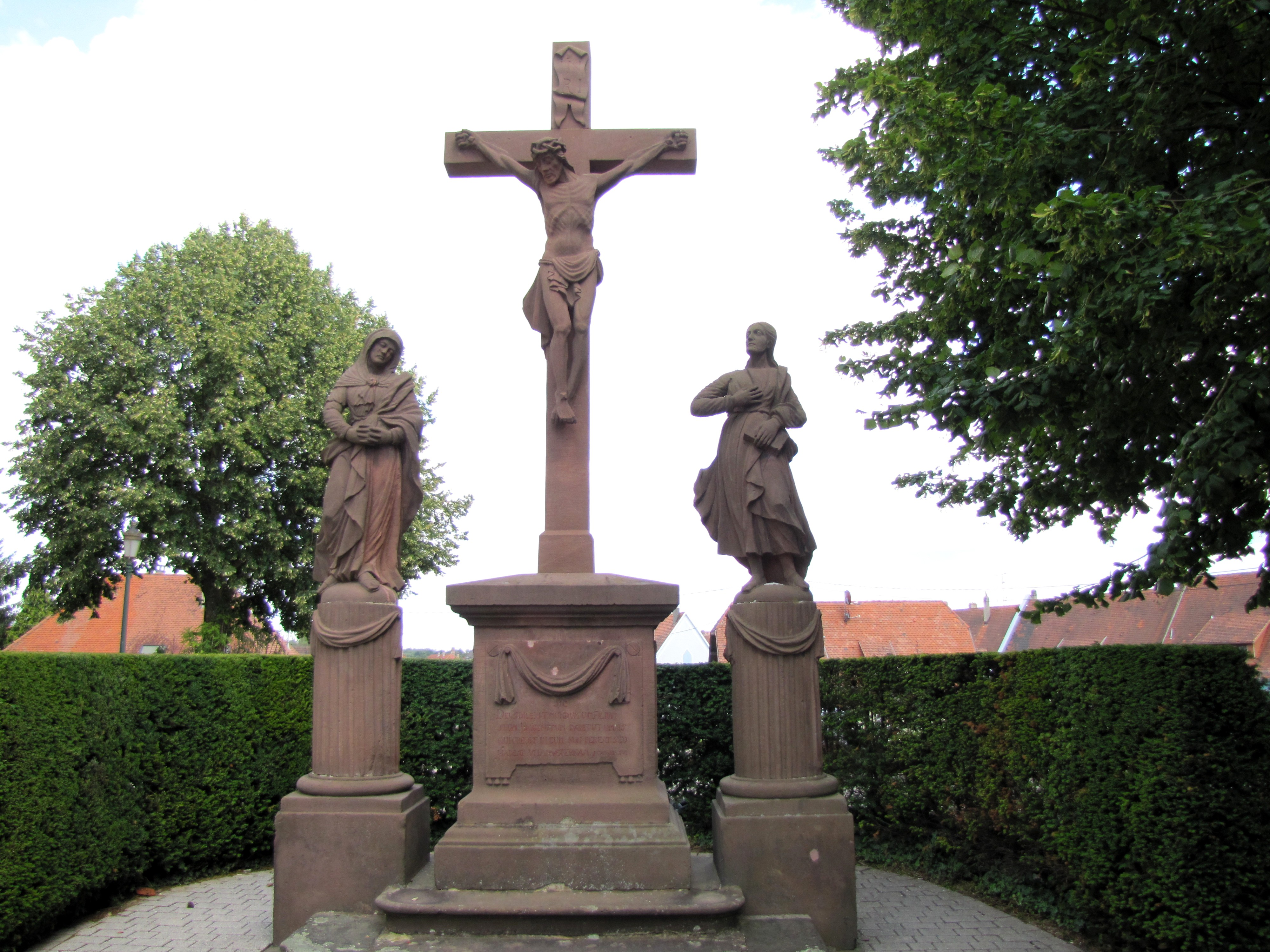
Calvaire
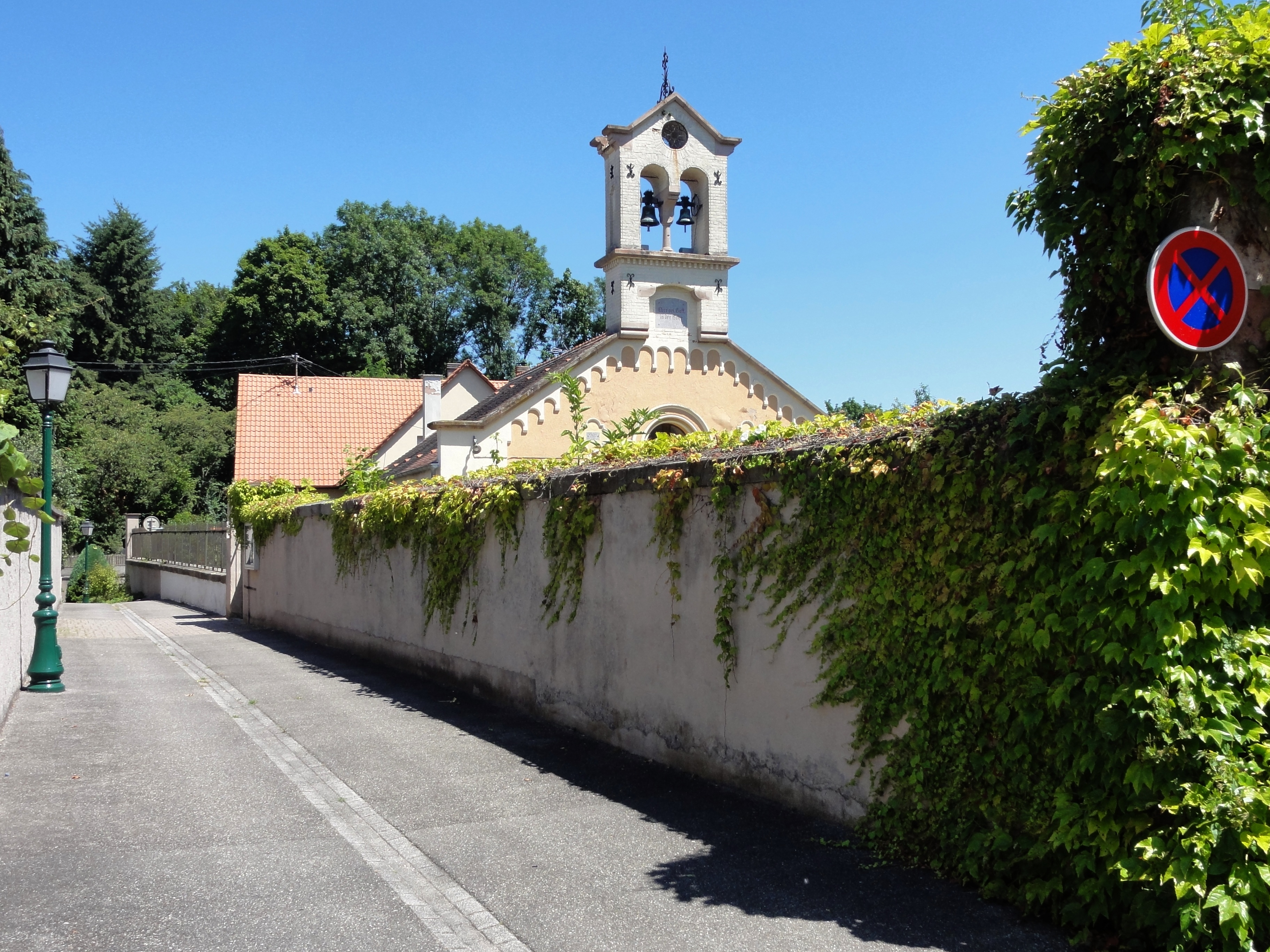
Lutherische Pfarrkirche
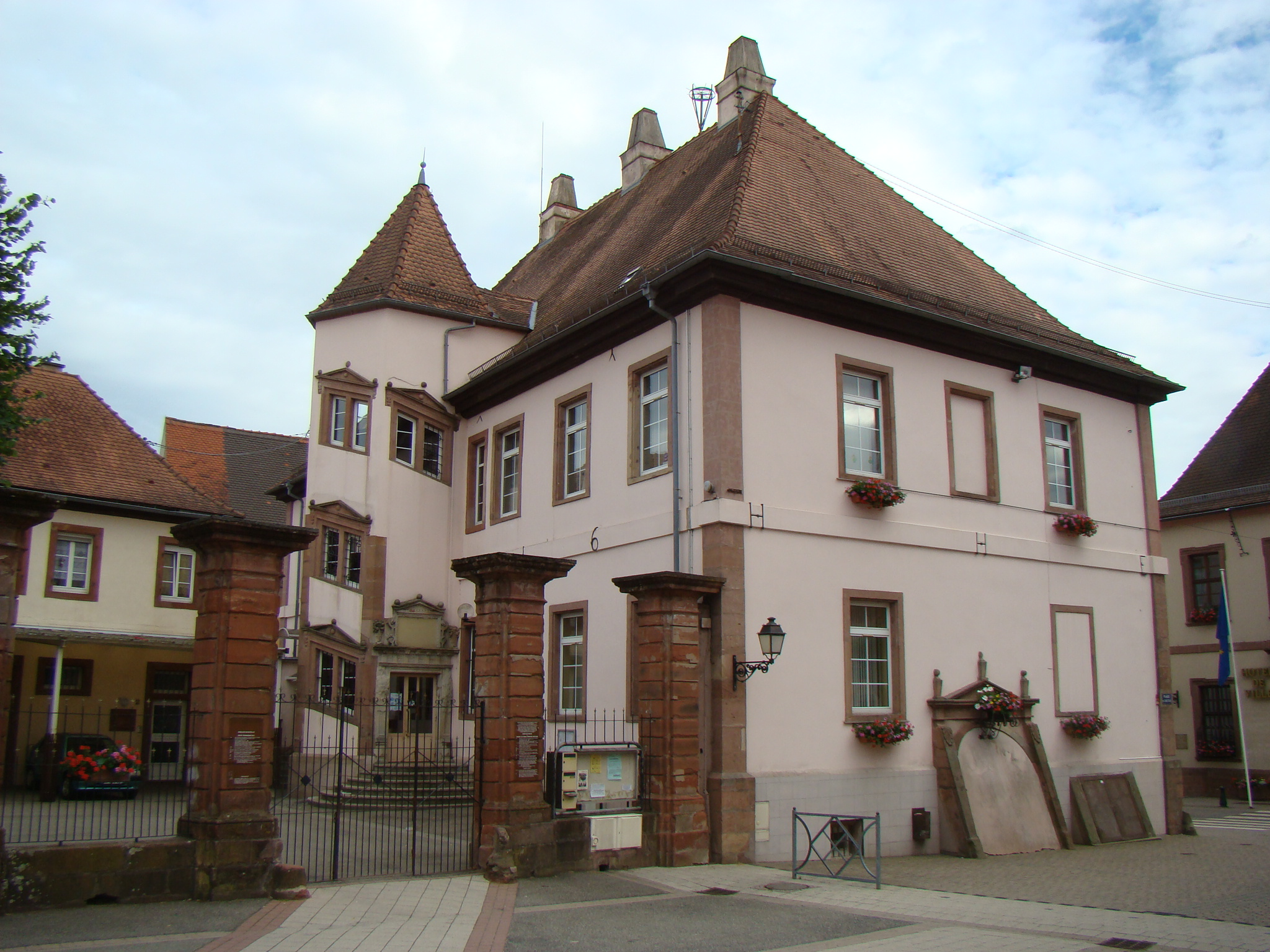
Bischofspalast
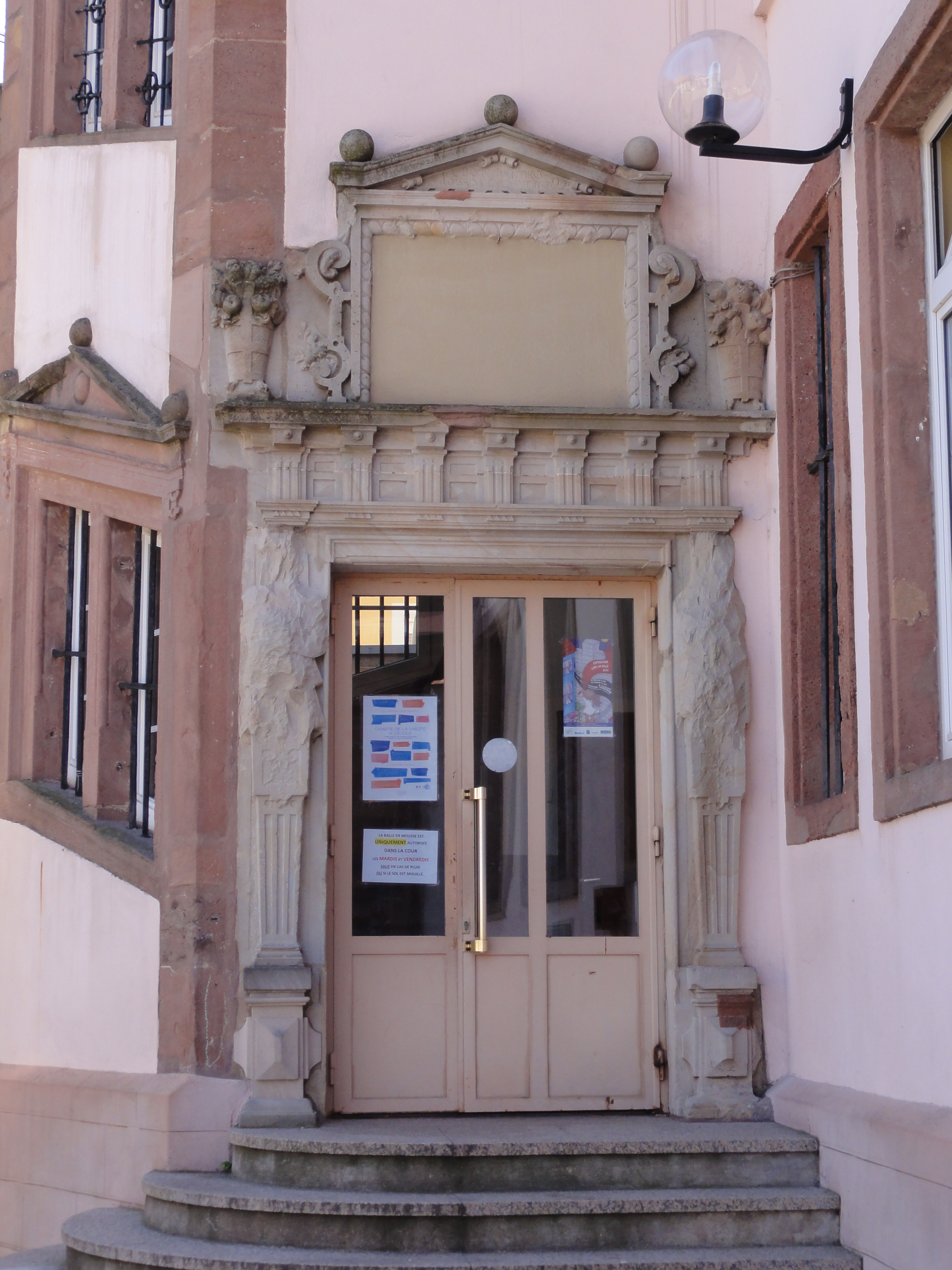
Renaissanceportal am Bischofspalast
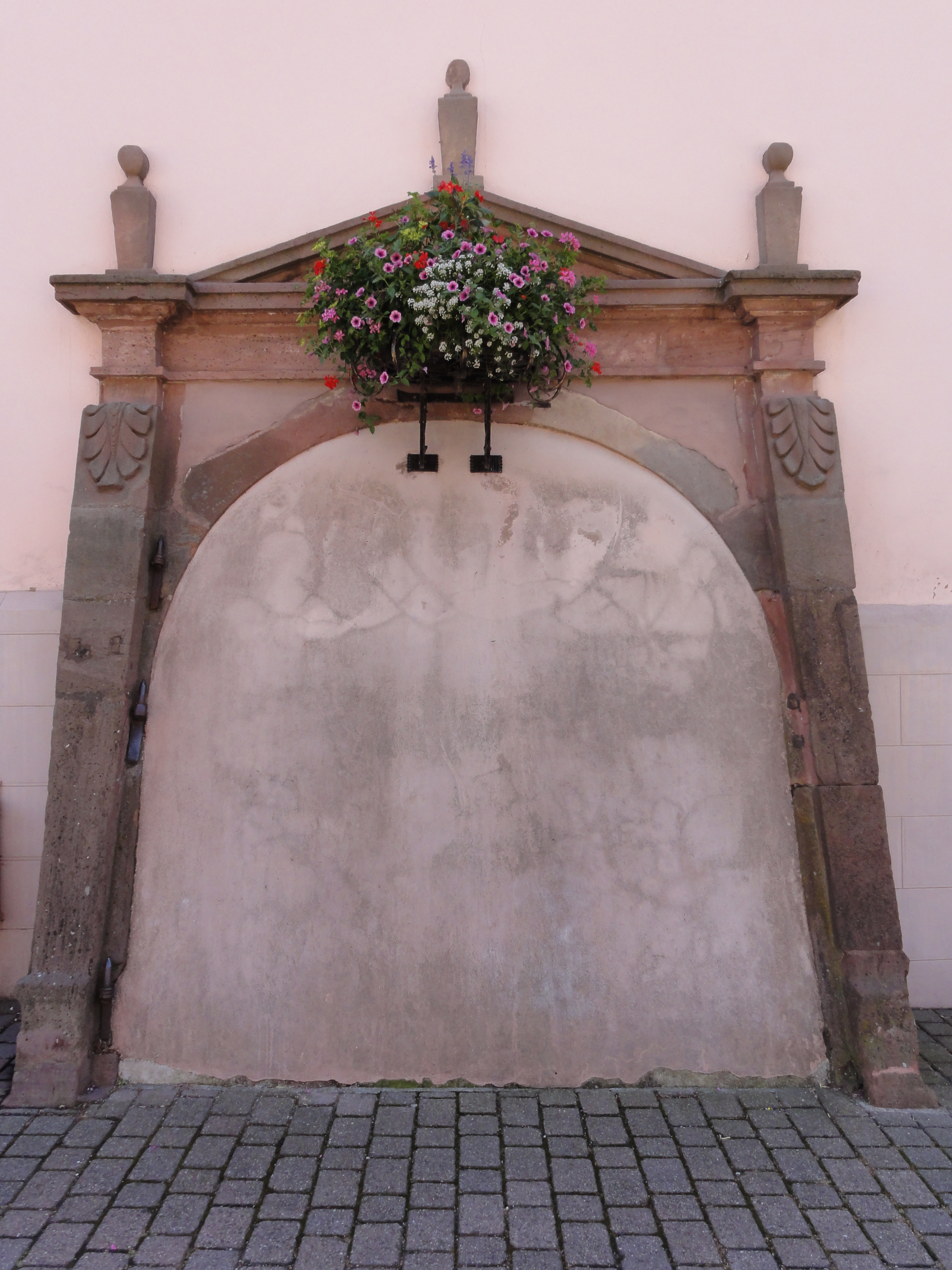
Portal am Bischofspalast

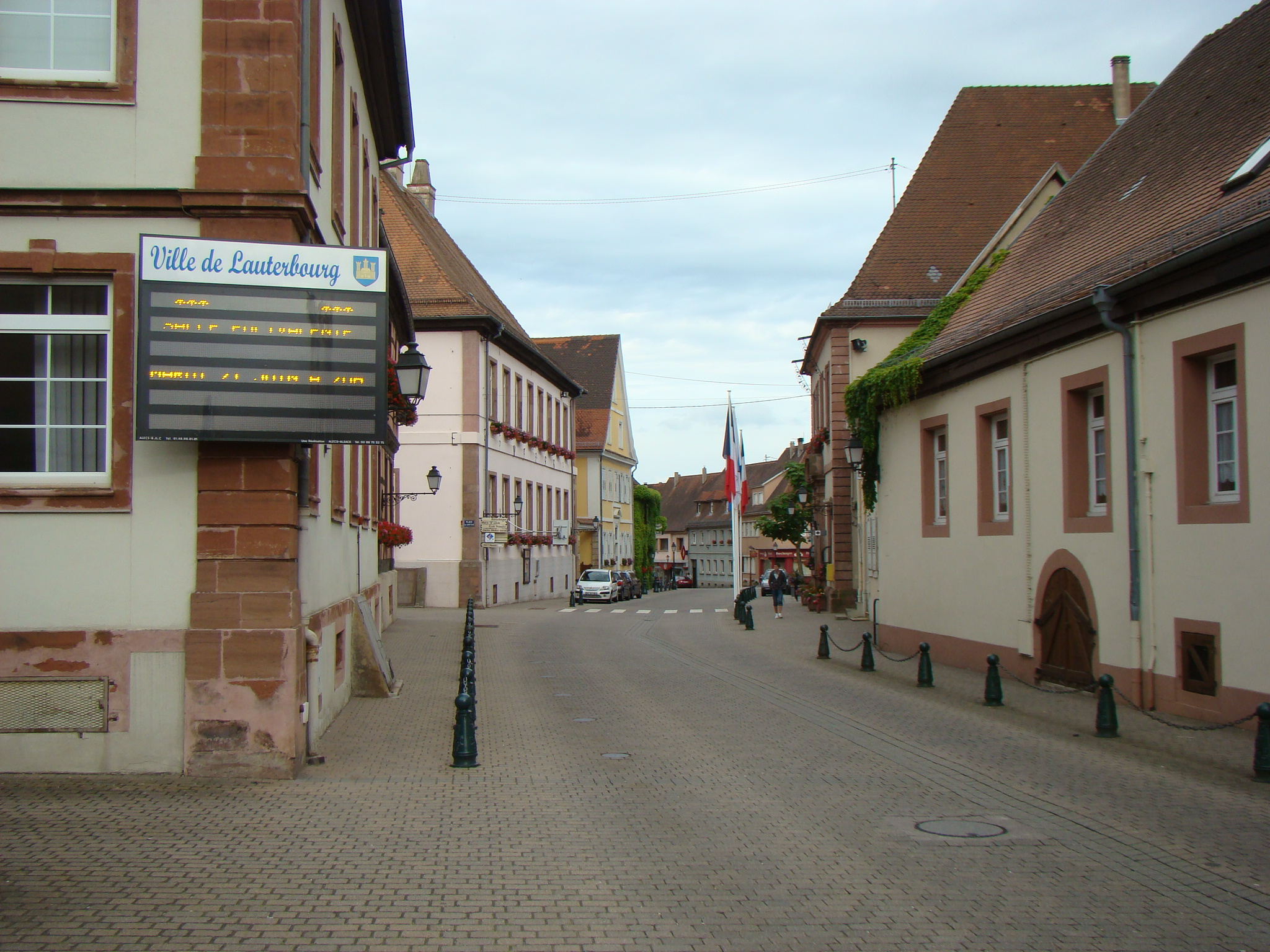
Ortsmitte von Lauterbourg
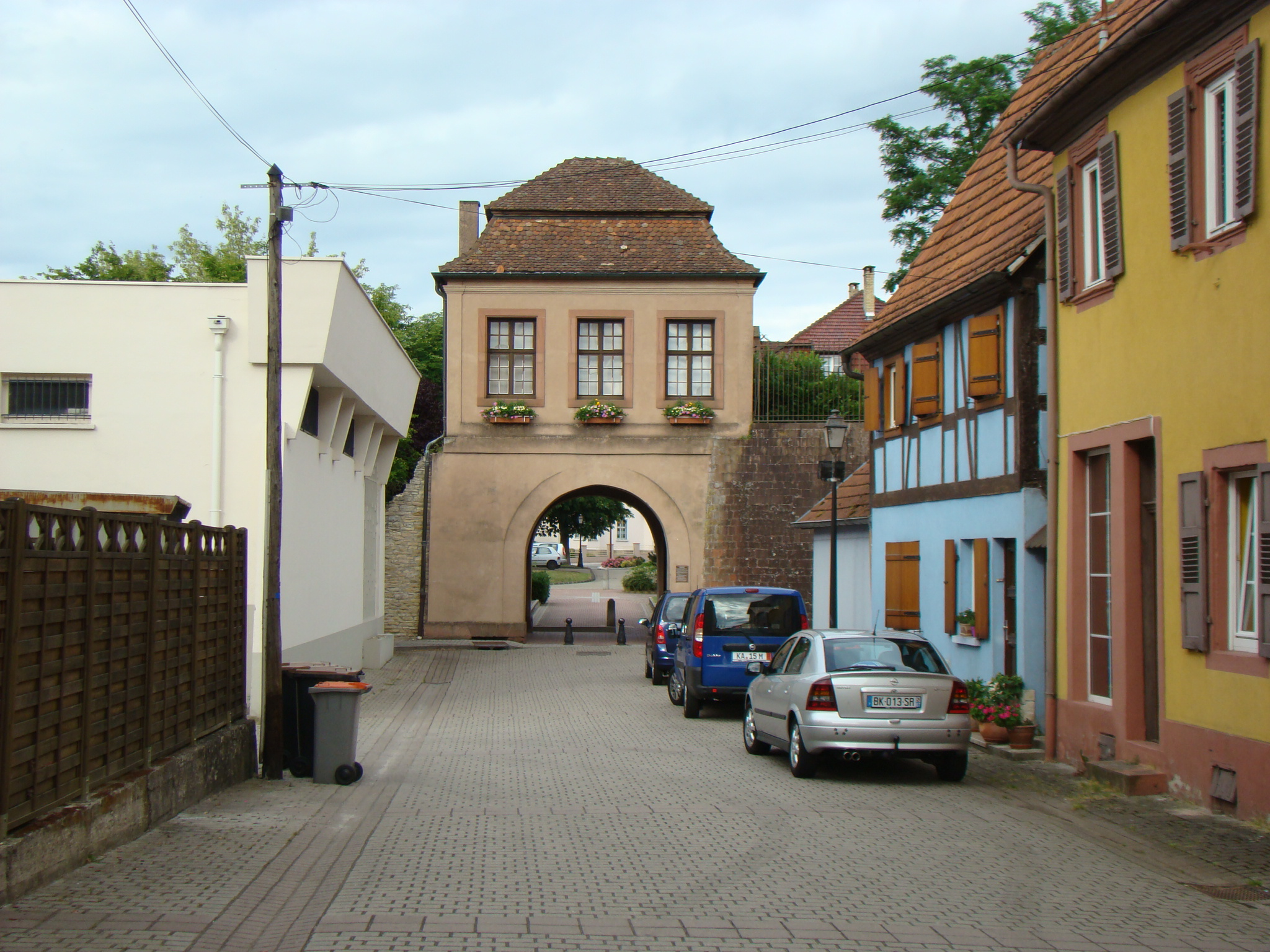
Landauer Tor
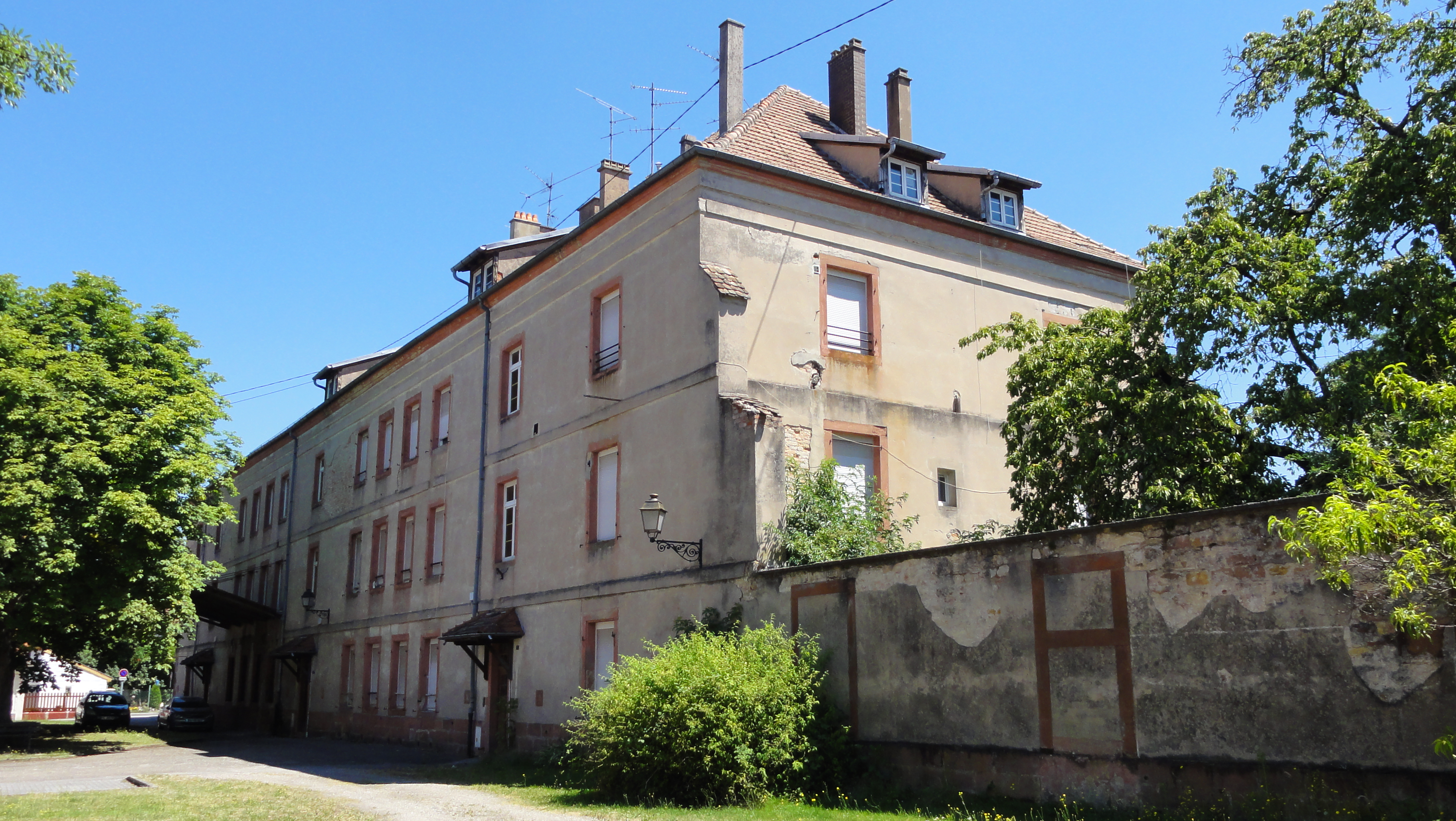
Caserne Royal (königliche Kaserne)
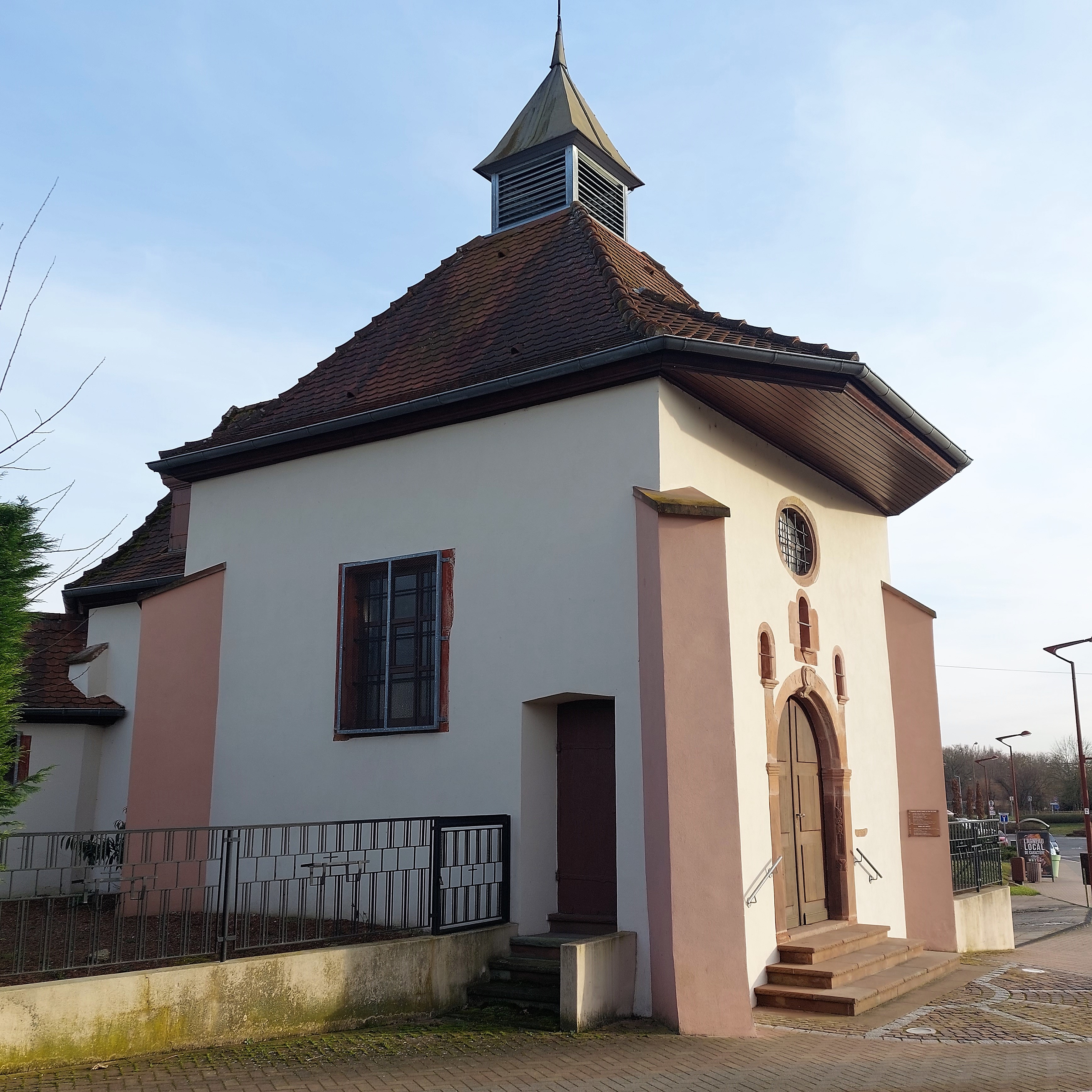
Wallfahrtskapelle Notre-Dame-du-Bon-Secours
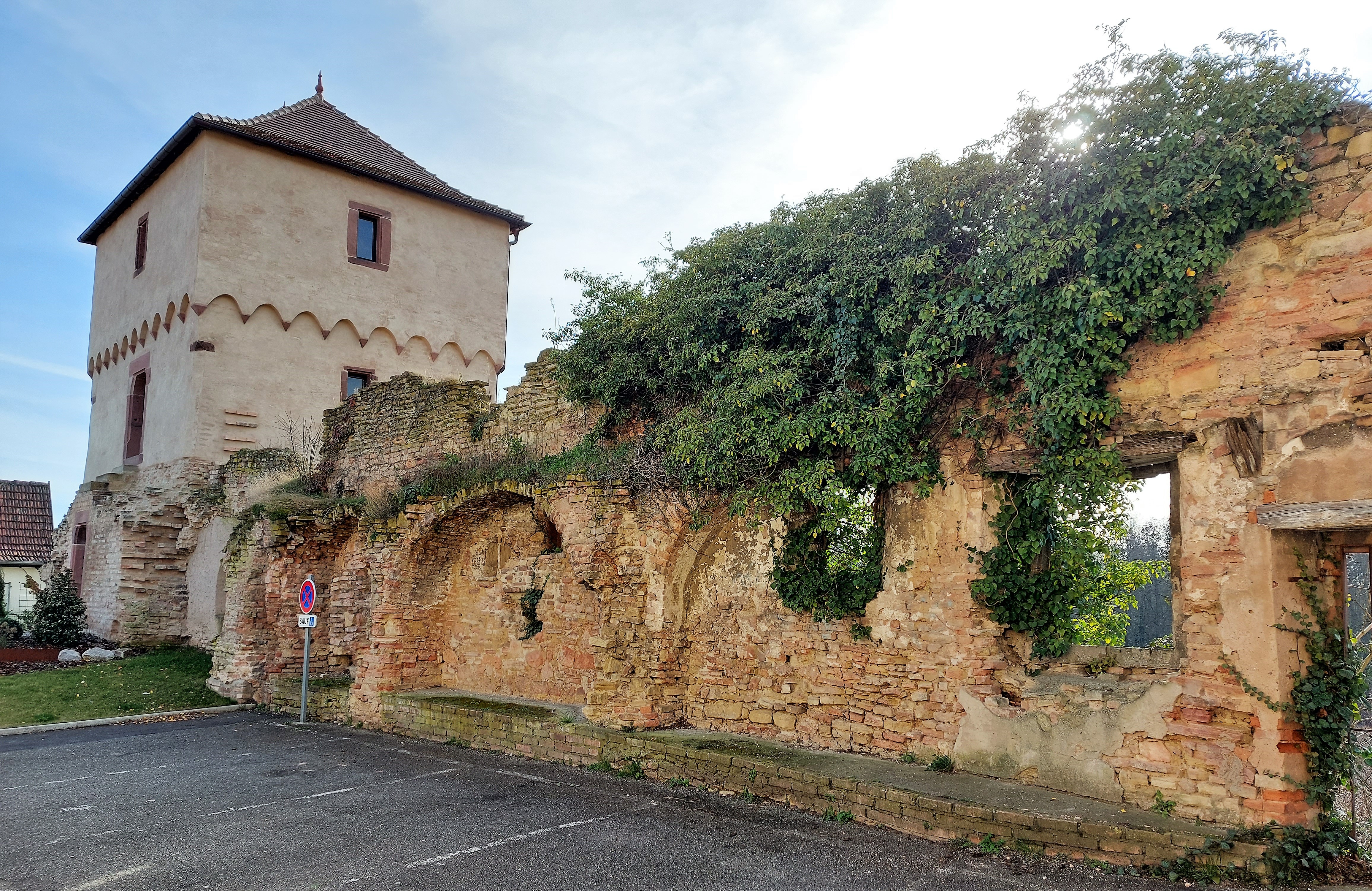
Metzgerturm

## Wirtschaft und Infrastruktur
Seit 1876 besteht der Bahnhof Lauterbourg an der Bahnstrecke Wörth–Strasbourg, der von Zügen der SNCF und der Deutschen Bahn mit Dieselzügen bedient wird. Im Nahverkehr gelten Tarife des Verkehrsverbundes Rhein-Neckar und des Karlsruher Verkehrsverbundes.
Bei Lauterbourg endet die französische Autobahn A 35 (Autoroute des Cigognes) und schließt sich an die deutsche Bundesstraße 9 an.
In der Stadt gibt es das Metallwerk Eiffage, das auf die Firma von Gustave Eiffel Atelier de constructions d’Eiffel zurückgeht, eine Chemie- und eine Düngemittelfabrik. Weitere größere Betriebe sind ein Neuwagenauslieferungs- bzw. Verteillager zwischen Bahnhof und Hafen sowie ein großes Kieswerk. Außerdem existiert ein Hafen am Rhein. Der Hafen wird überwiegend für den Gütertransport benutzt. Tanker versorgen das Chemie- und Düngemittelwerk mit Rohstoffen, vom Metallwerk werden Brückenbauteile verladen.

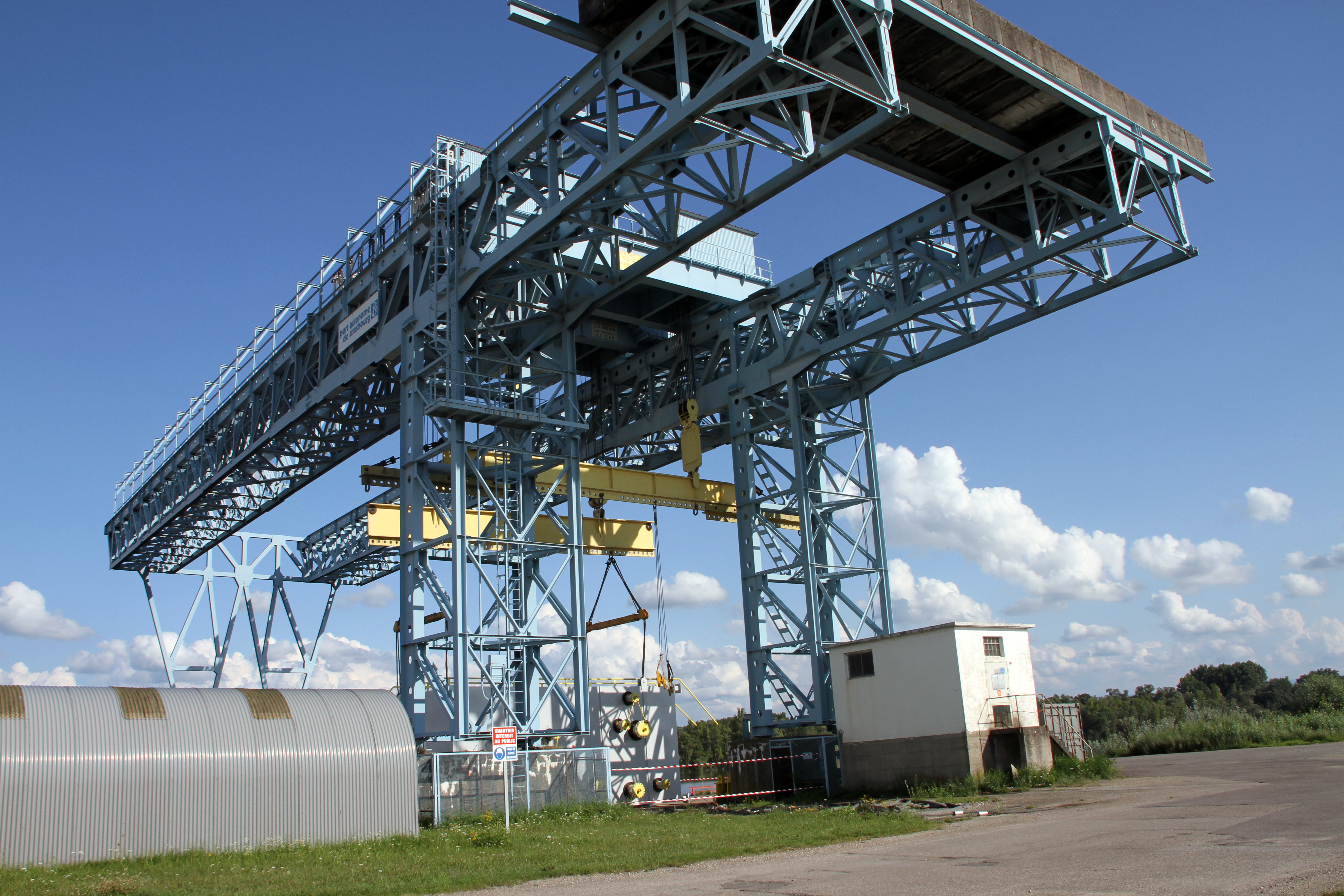
Kran im Hafen von Lauterbourg
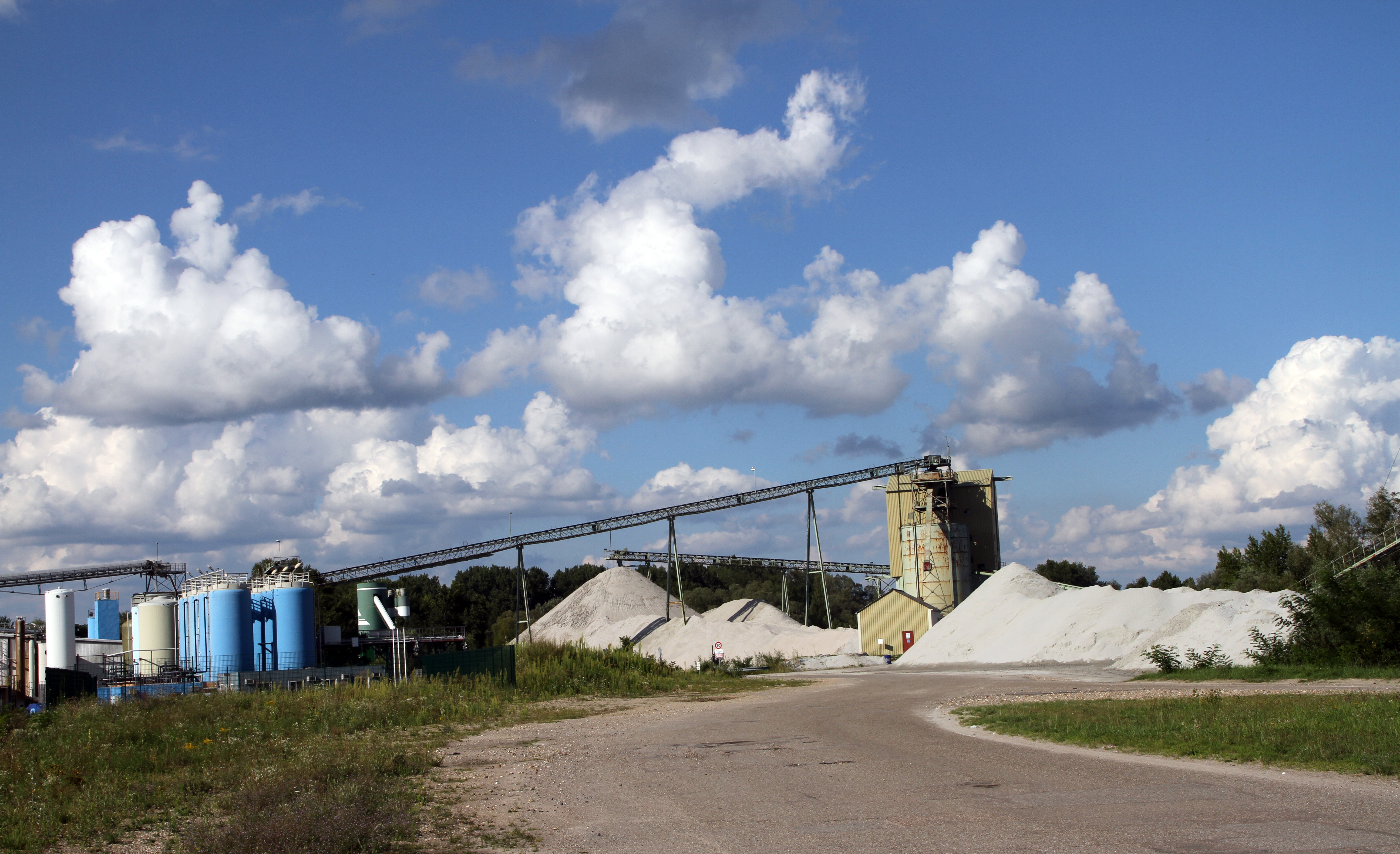
Kieswerk im Hafen
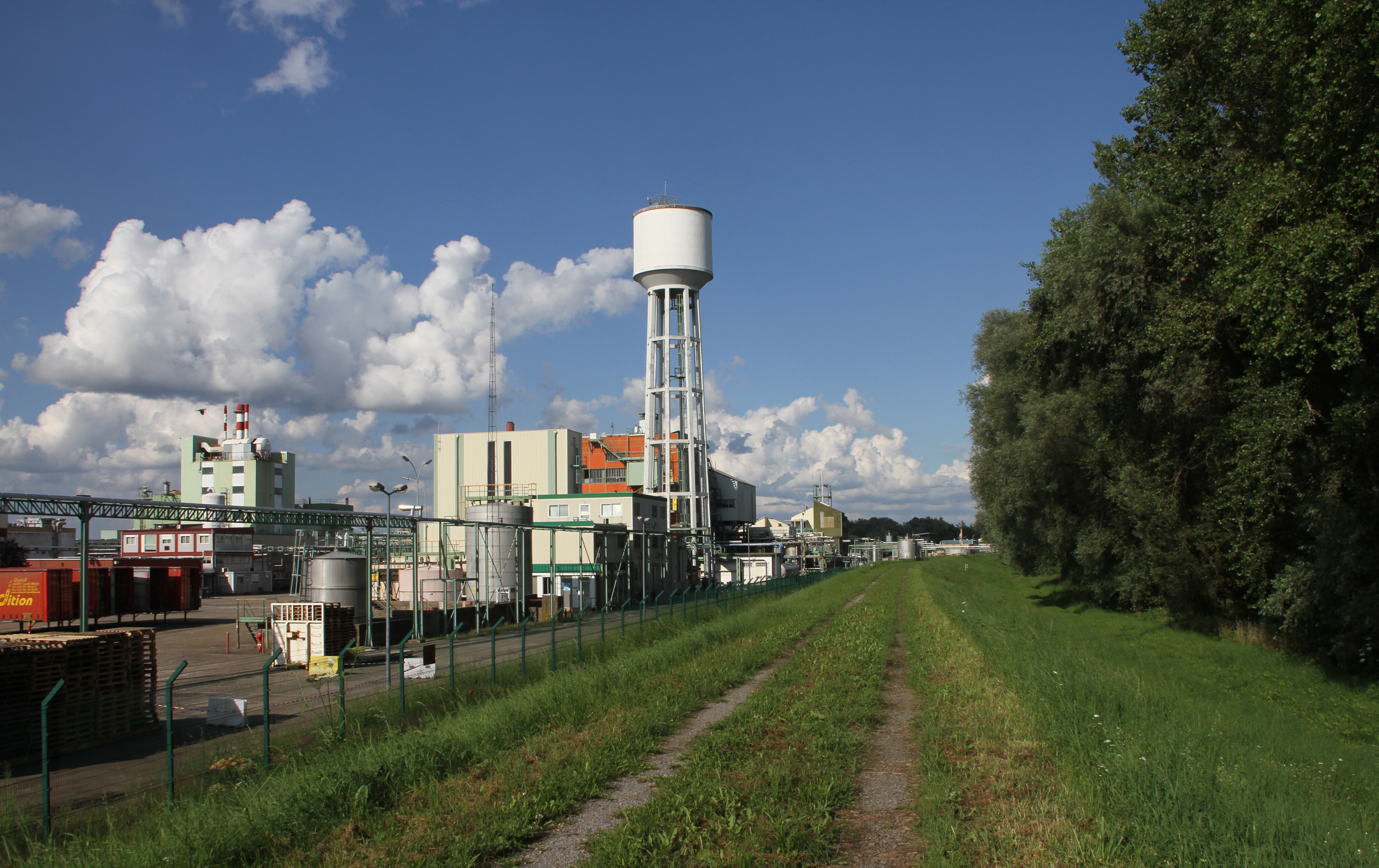
Wasserturm im Hafen
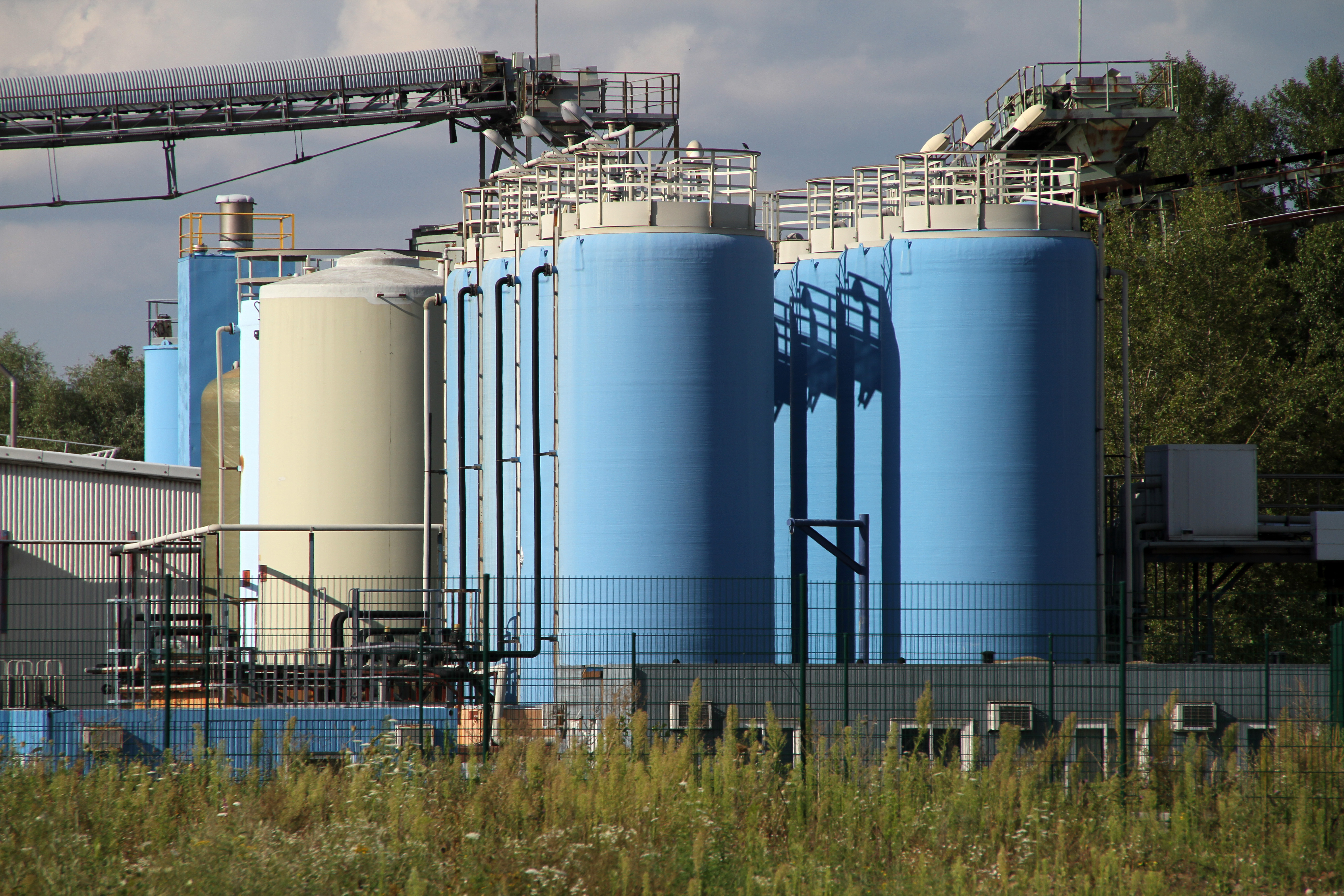
Silos im Hafen
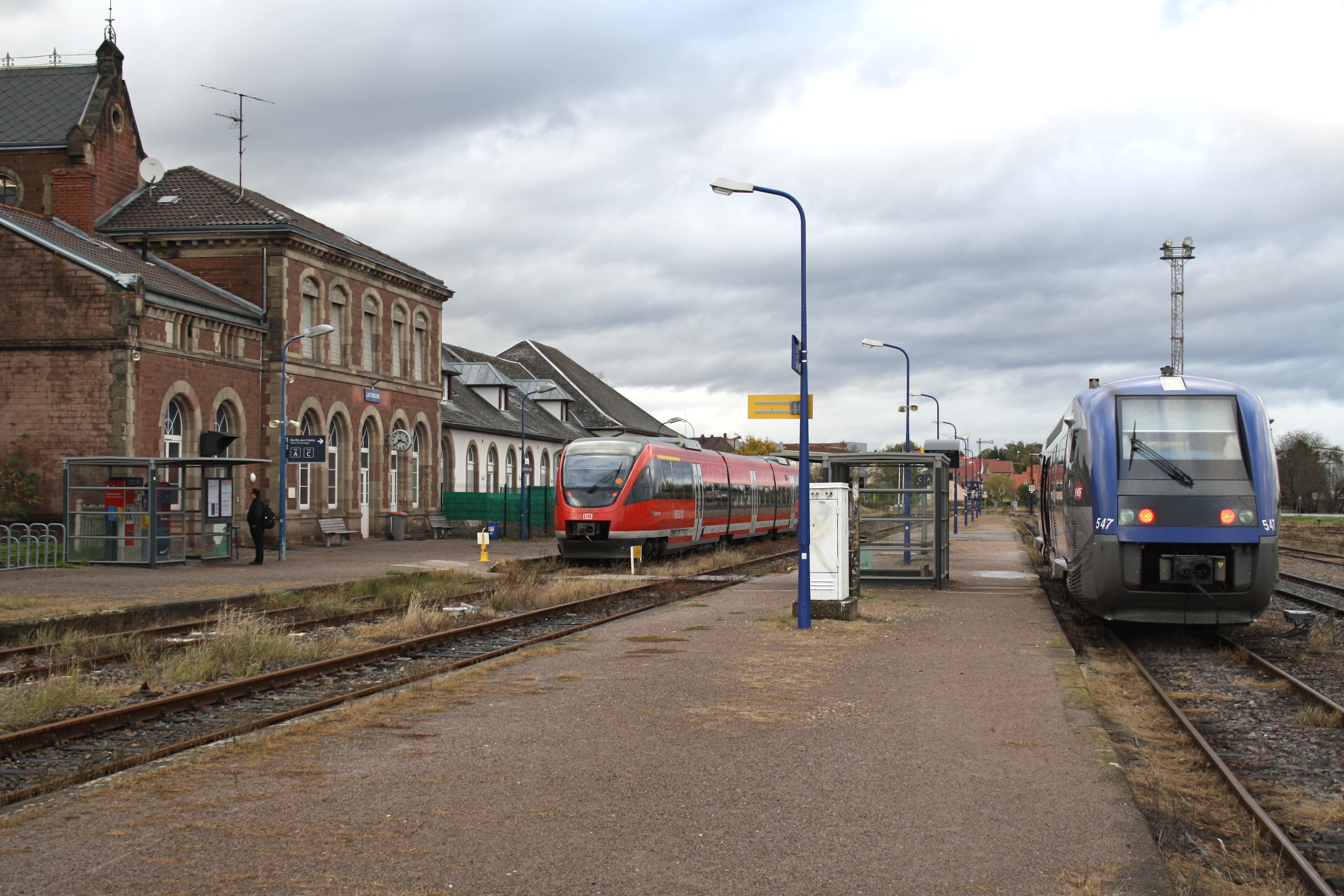
Bahnhof mit Gleisen
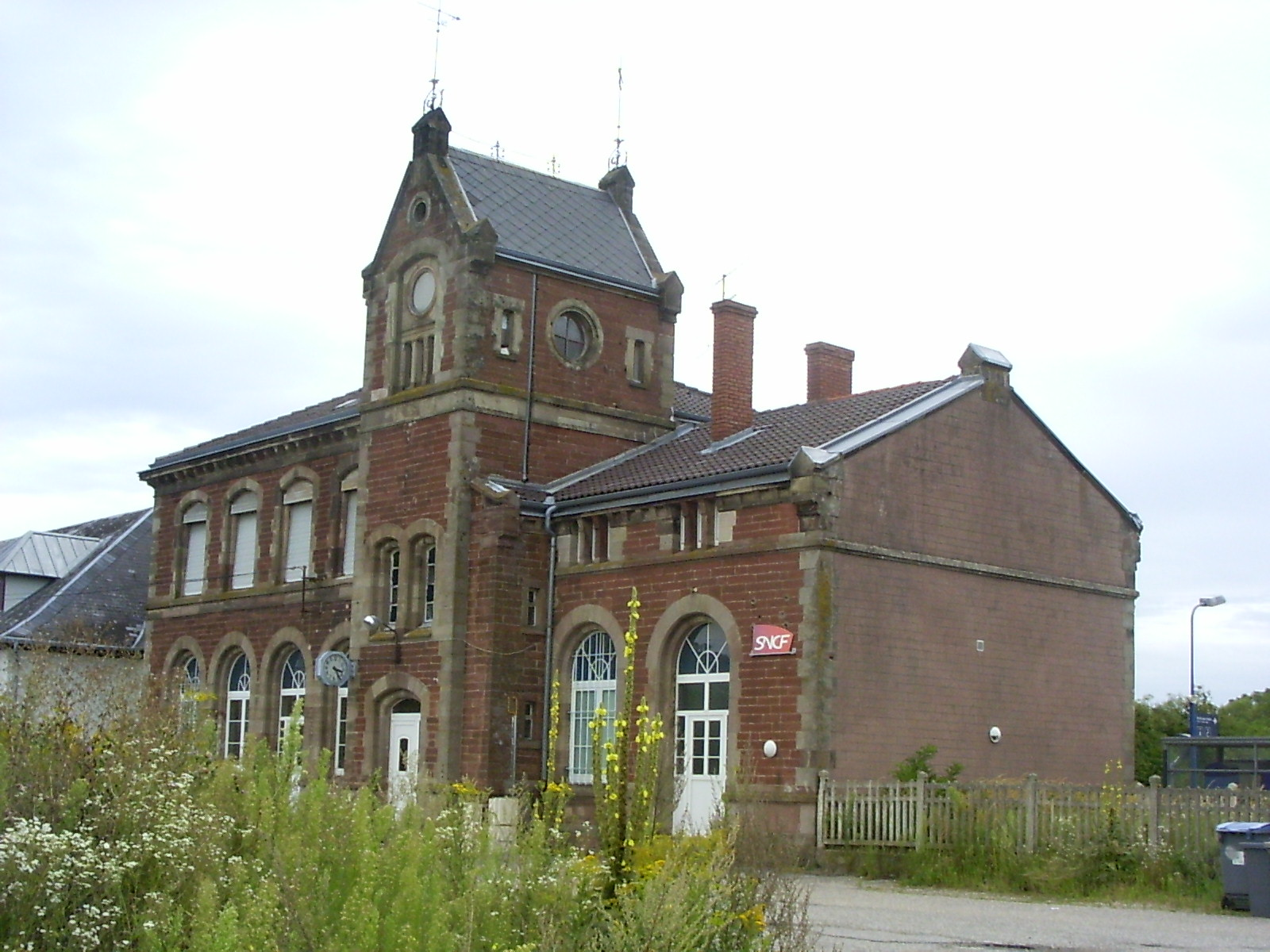
Bahnhofsgebäude

## Sport
Der Rugby-Verein ASL Lauterbourg konnte in der Saison 2006/2007 mit einem Elsass-Meistertitel seinen größten Erfolg feiern.

## Persönlichkeiten
- Rucker von Lauterburg (ca. 1400–1466), Rektor der Universität Leipzig, Domherr und Generalvikar im Bistum Speyer
- Jakob Otter (1485–1547), Reformator
- Matthieu-Frédéric Blasius (1758–1829), Violinist, Klarinettist, Dirigent, Komponist und Musikpädagoge
- Charles Adam (1848–1917), Bürgermeister von Lauterburg
- Ernst Levy (1864–1919), Mediziner, Bakteriologe und Hygieniker an der Universität Straßburg
- Paul Schmitthenner (1884–1972), Architekt der Heimatschutzarchitektur und Hochschullehrer
- Henri Roessler (1910–1978), Fußballer